# برلینگتون (ایندیانا)
برلینگتون (به انگلیسی: Burlington) یک منطقهٔ مسکونی در ایالات متحده آمریکا است که در شهرستان کرول، ایندیانا واقع شده‌است. برلینگتون ۱٫۵۸ کیلومتر مربع مساحت و ۵۱۷ نفر جمعیت دارد و ۲۳۹ متر بالاتر از سطح دریا واقع شده‌است.